# Vozač
Vozač je sudionik u prometu, osoba koja na cesti upravlja vozilom.
Svaki vozač u vozilu u svakom trenutku mora u vozilu imati isprave koje koje je izdalo nadležno državno tijelo kojima se dokazuje pravo upravljanja vozilom, dokaze o ispravnosti vozila i dokaz o vlasništvu vozila.